# Cultura LGBT en Haití
La cultura LGBT en Haití comprende las diferentes manifestaciones artísticas y de ocio existentes en el país cuyo enfoque es la diversidad sexual o que incluye la participación de personas LGBT en ellas.

## Eventos
El 30 de noviembre de 2008 se realizó en la ciudad de San Marcos la primera marcha del orgullo LGBT en Haití; el evento reunió a alrededor de una docena de personas que desfilaron con camisetas que contenían la palabra masisi («maricón») como forma de reapropiar el concepto.
En 2016 se intentó realizar una versión haitiana del Festival Massimadi —originado en Montreal, Canadá, y que celebra a la comunidad LGBT negra—, la que fue cancelada antes de su celebración en Puerto Príncipe debido a amenazas de violencia por parte de manifestantes homófobos.
La primera versión de «Festi Fierté», festival artístico y cultural con el que se celebra por primera vez en Haití el mes del orgullo LGBT, se llevó a cabo en Puerto Príncipe del 20 al 23 de junio de 2023.

## Literatura
La mayoría de las obras literarias haitianas que abordan la homosexualidad no lo hacen en relación a la identidad sexual en sí, sino que es tratada en conexión con temáticas de violencia y decadencia moral. En 1995 fue publicado el libro In the footsteps of Diogène de Jean-Elie Gilles, considerada una de las primeras novelas haitianas en donde se aborda abiertamente la homosexualidad de su protagonista.
En 1997, La Chair du Maître («La carne del maestro»), de Dany Laferrière, presenta una relación lésbica entre dos mujeres que luchan por un mismo hombre. La novela La dernière goutte d'homme («La última gota del hombre») de Jean-Claude Fignolé, publicada en 1999, presenta una tormentosa relación homosexual entre los dos protagonistas, que se desarrolla en un ambiente de violencia sociopolítica y una ola de homicidios en Puerto Príncipe. L'heure hybride («Tiempo híbrido») de Kettly Mars, publicada en 2005, es una novela en la que el protagonista es un gigoló mujeriego que, hacia el final de la historia, descubre que le atraen los hombres, en lo que es calificado «una caída» o «una ruptura».
La poesía LGBT haitiana ha tenido entre sus exponentes a Assotto Saint, que desarrolló la mayor parte de su carrera artística en Estados Unidos, e Ida Faubert, quien durante las décadas de 1920 y 1930 escribió y publicó varios poemas dedicados a otras mujeres.

## Otras expresiones culturales
El cine LGBT no ha tenido un amplio desarrollo en Haití. En 2002 fue estrenado el documental Des hommes et des dieux, que examina la vida de varios hombres haitianos abiertamente homosexuales y la discriminación que enfrentan, a la vez que también aborda otras temáticas de la cultura haitiana como el vudú.
Josué Azor es un fotógrafo que ha recorrido Haití desde 2008, periodo en el cual ha documentado —entre otras temáticas— la vida nocturna LGBT de Puerto Príncipe a través de su serie titulada «Noctámbulos».
El transformismo ha tenido exponentes que han desarrollado su carrera en el extranjero, siendo uno de los casos más conocidos el de Love Masisi, quien se convirtió en la primera drag queen haitiana en competir en una versión de la franquicia Drag Race, al participar de la segunda temporada de Drag Race Holland.